# Скіднюв
Скіднюв (пол. Skidniów, нім. Skeyden) — село в Польщі, у гміні Котля Ґлоґовського повіту Нижньосілезького воєводства.
Населення — 368 осіб (2011).
У 1975-1998 роках село належало до Легницького воєводства.

## Демографія
Демографічна структура станом на 31 березня 2011 року:
|          | Загалом | Допрацездатний вік | Працездатний вік | Постпрацездатний вік |
| -------- | ------- | ------------------ | ---------------- | -------------------- |
| Чоловіки | 182     | 46                 | 122              | 14                   |
| Жінки    | 186     | 55                 | 97               | 34                   |
| Разом    | 368     | 101                | 219              | 48                   |